# Caribes de Anzoátegui
Uniformes
Les Caribes de Anzoátegui sont un club vénézuélien de baseball de la Ligue vénézuélienne de baseball professionnel. Basés à Puerto La Cruz, les Caribes disputent leurs matchs à domicile à l'Estadio Alfonso Chico Carrasquel, enceinte de 18 000 places inaugurée en octobre 1991.

## Histoire
Le club est créé en 1987 sous le nom de Caribes de Oriente et rejoint la Ligue vénézuélienne en 1991-1992. En 2003-2004, les Caribes disputent pour la première fois la finale du championnat. Ils s'inclinent (2 victoires, 4 défaites) face aux Tigres de Aragua. Après cette saison, le club adopte son nom actuel.
Les Caribes remportent leur premier titre en 2011. La série finale du championnat se joue en sept matchs contre les Tigres de Aragua. La partie décisive se tient le 30 janvier ; Anzoátegui s'impose 8-7.
Le titre offre aux Caribes un premier ticket pour la Série des Caraïbes 2011. Avec deux victoires pour deux défaites, Anzoátegui hérite de la quatrième et dernière place de l'épreuve.

## Palmarès
- Champion du Venezuela : 2010−2011
- Vice-champion du Venezuela : 2003−2004